# 棟梁
棟梁（とうりょう）は、組織や仕事を束ねる長や中心的人物を指す語。建物において重要な構造である棟と梁を踏まえた語。
日本で設計施工の分離がなされたのは明治時代で、それ以前の棟梁は建築士であり、現場監督であり、積算者であり、渉外者であり、職人であり、大工を束ねる経営者でもあり、それら全てを担う者を指していた。
類語として頭領や統領とも。古くは武家における一族・一門の統率者の意味で用いられていた（源頼朝を源氏の棟梁と呼んだり、征夷大将軍を武家の棟梁と呼ぶなど。詳細は武家の棟梁を参照）。
現代では一般に大工・石工の元締めや現場監督、現場代理人などを指すことが多く尊称として扱われる。親方と類義語であるが、大工・石工以外の親方を棟梁と呼ぶことは少ない。

## 番匠棟上槌打
高貴な建物を建てる棟梁を古来、「番匠」（ばんしょう）といい、建築すべてに携わるものに災いが起きぬよう邪気を祓い去る陰陽道の祭祀祭礼の儀法を持ち合わせていた。
その儀式を「番匠棟上槌打」といい、戦国時代、陰陽師が迫害を受けても刀鍛冶と同様、高い地位に位置付けられた「番匠」が口述伝承し、のちに書物化した「木割書」（きわりしょ）から、家相は生み出されたものであると、名工大名誉教授、内藤昌は述べている。
この儀式を保存するため、昭和43年、番匠保存会が設立され、2014年、300年ぶりに再建される興福寺で、この儀式が披露された。

## 棟梁送り

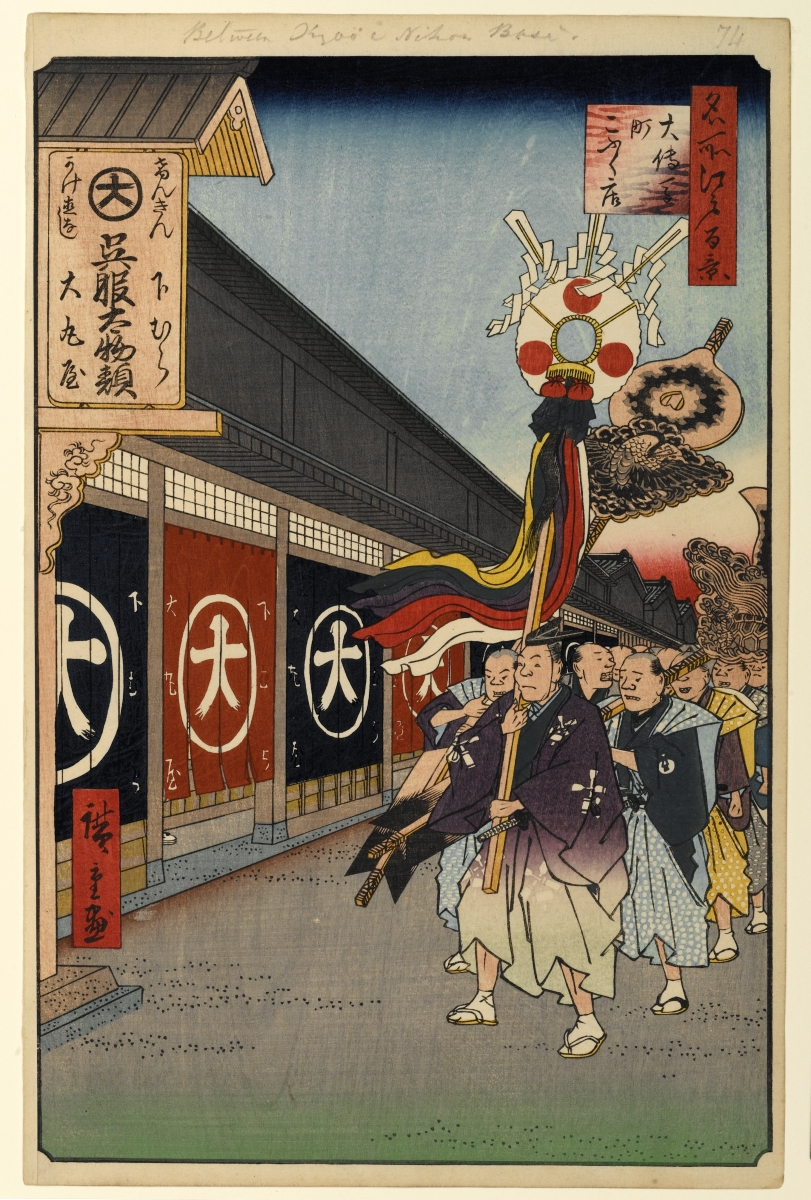
上棟式に飾った幣串と破魔矢を担いで練り歩く棟梁送りの様子を描いたもの。歌川広重『名所江戸百景』「大伝馬町呉服店」。

昔は上棟式の後、現場から棟梁の自宅もしくは下小屋まで練り歩く「棟梁送り」が行なわれていた。自宅では宴席が設けられ、職人たちには祝儀がふるまわれた。また、棟上式で祝宴を済ませた棟梁を家まで送って行くことや、棟梁をねぎらう祝宴自体を指すこともあった。大工送りとも言った。棟上式に使った両矢（鬼門の邪鬼を払うために飾る破魔矢）・幣串（上棟記念に棟に飾る祝い柱）・供物・酒肴などを建主からもらって帰ることから、「矢送り」とも言った。
多くは、荷車に施主から贈られた米や餅、酒、肴などを載せ、木遣などを歌いながら大勢で棟梁を家まで送るが、鳶がそれを取り仕切る地方もあれば、米俵の上に棟梁をまたがらせたり、道中見物人に餅を撒いたりと形式は地方によってさまざまだった。柳田国男は、棟上式に集まった親戚知人らが棟梁に従って新築の家を３回まわり、そのあと家の図面を書いた板をかついで歌いながら棟梁を送る様子や、棟梁宅に持ち込まれた酒樽や米俵を家の前にしばらく飾っておく話などを記している。